# Жан-Батист Реньо
Жан-Бати́ст Реньйо́ (фр. Jean-Baptiste Regnault, 9 жовтня, 1754, Париж — 12 листопада, 1829, Париж) — французький художник та викладач. Барон з часів наполеонівської імперії. Робив портрети, історичні і міфологічні картини.

## Життєпис
Народився в Парижі. Батько вивіз десятирічного сина в Америку, де того влаштували юнгою на торговельний вітрильник. На морі перебував в 1765—1769 рр.

## Освіта і перебування в Італії
Художню освіту опановував в майстернях художників Н. Б. Лепісьє та Жана Бардена (1732—1809). З останнім відвідав Італію, перебував в Римі в 1770—1775 рр. 1775 року брав участь в змаганні за римську премію, але його картина «Есфір і Аман перед царем Артаксексом» отримала другу премію. Першу премію виборов на другий рік з картиною «Філософ Діоген і Александр Македонський» і вдруге відбув у Рим.

## Повернення в Париж
1782 року повернувся в Париж і виставив в Салоні картину «Персей рятує Андромеду», за яку був зарахований до Королівської академії. 1783 року став академіком. Для каплиці в палаці Фонтенбло написав релігійний образ «Оплакування Христа».

## У роки революції 1789—1793 рр
З початком революції в Парижі не емігрував з країни. Змагався з майстернею уславленого художника Жака-Луї Давіда, але програв як в техніці, так і в ідеологічному навантаженні власних картин. Діяльно підтримував революційний уряд.
До цього періоду належать картини "Свобода або Смерть "(Геній Франції між Свободою або смертю) та «Богиня мудрості Мінерва карбує для історії права громадянина». Художник не виробив власної манери для втілення революційної тематики, а використав через обмеженість власного обдарування стилістику академізму та пізнього бароко.

## У роки наполеонівських авантюр
У роки директорії і наполеонівської імперії перейшов на позиції підтримки уряду Наполеона І Бонапарта. Створив декілька портретів нової військової еліти та родичів Наполеона в нав'язаній культурі Франції стилістиці апмір. Отримав титул барона. Робив гравюри. Працював викладачем. Серед учнів новоспеченого барона — Олександр Менжо, Тома Анрі, Луї Ерсан, Франсуа Бушо, Поль Ландон, Анрі Греведон, Огюст Кудер. Здібностями та художньою манерою вирізнявся лише П'єр Нарсіс Герен (1774—1833).
Помер у Парижі.

## Вибрані твори

«Богиня мудрості Мінерва карбує для історії права громадянина», 1790 рік.

- «Філософ Діоген і Олександр Македонський»
- «Есфір і Аман перед царем Артаксексом»
- «Орест і іфігенія в Тавриді»
- «Пігмаліон і Галатея»
- «Венера і Вулкан»
- «Венера і Марс»
- «Хрещення Христа в Йордані»
- «Персей рятує Андромеду»
- «Повернення Андромеди»
- «Весілля Персея і Андромеди»
- «Пртрет Елени Віольє»
- «Кентавр Хірон виховує Ахілла вояком»
- «Автопортрет»
- «Сократ знайшов учня Алківіада у повій»
- «Суд Париса»
- «Ігри грації»
- «Геній Франції між Свободою і Смертю»
- «Богиня мудрості Мінерва карбує для історії права громадянина»
- «Смерть генеала Дезе в баталії при Маренго»
- «Смерть цариці Клеопатри»
- «Портрет сина в військовому строї»
- «Гортензія де Богарне»
- «Жан-П'єр де Монталів'є»
- «Весілля Жерома Бонапарта і Катаріни Вюртемберзької»

## Галерея вибраних творів

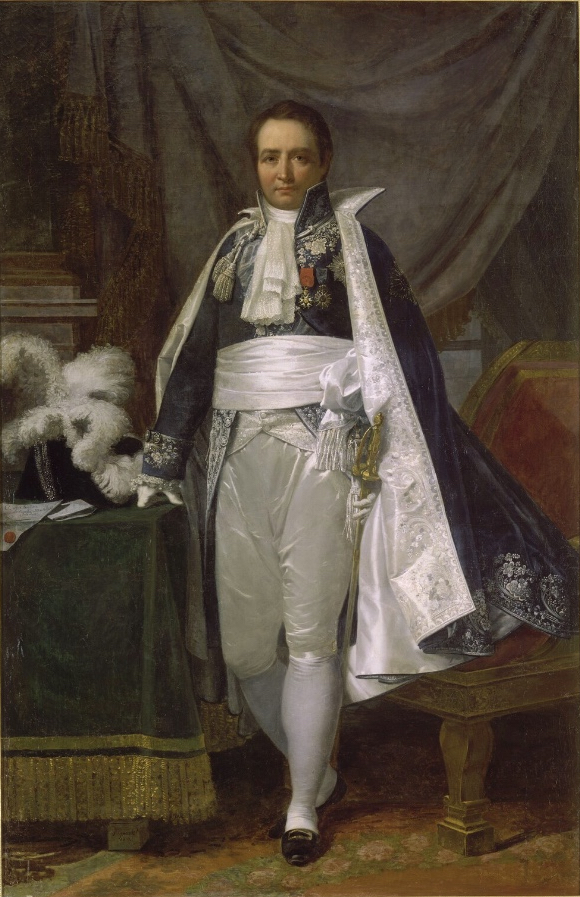
"Жан-П'єр де Монталів'є "

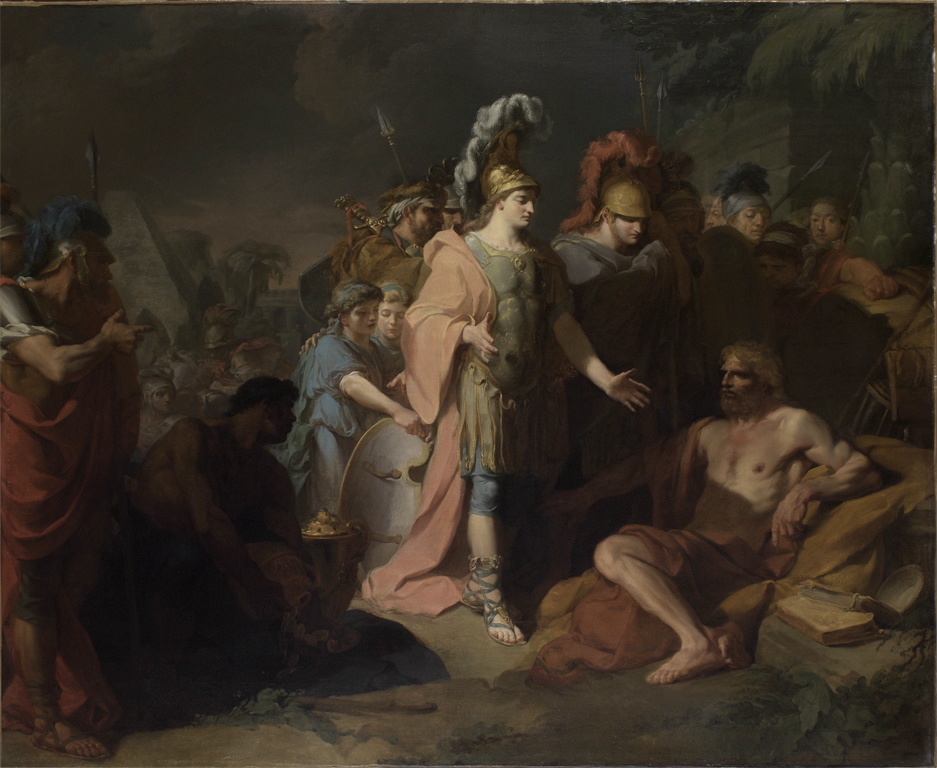
«Філософ Діоген і Александр Македонський», (1776)
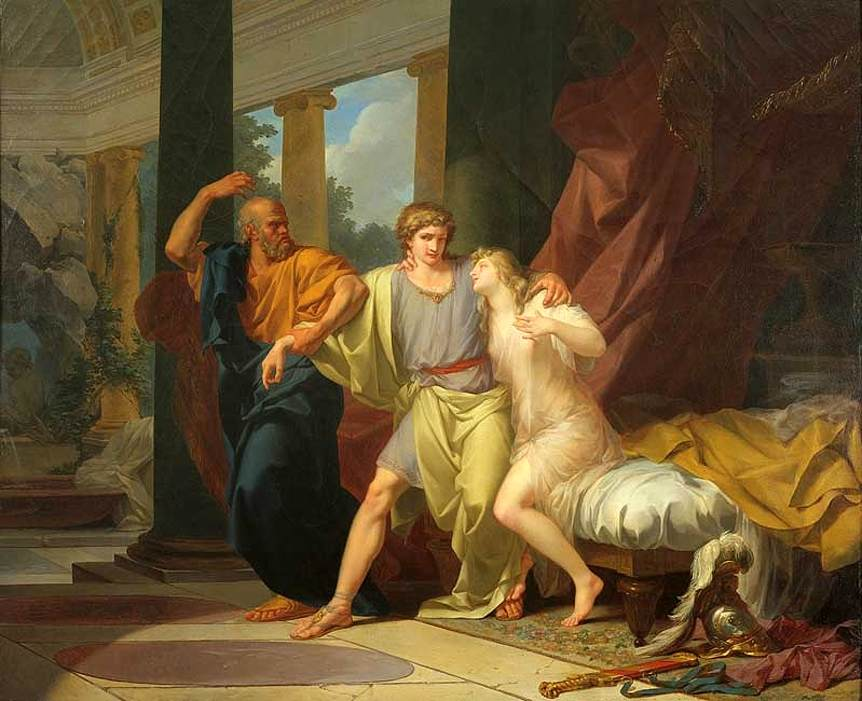
«Філософ Сократ знайшов учня Алківіада у повій» (1785), приватна збірка
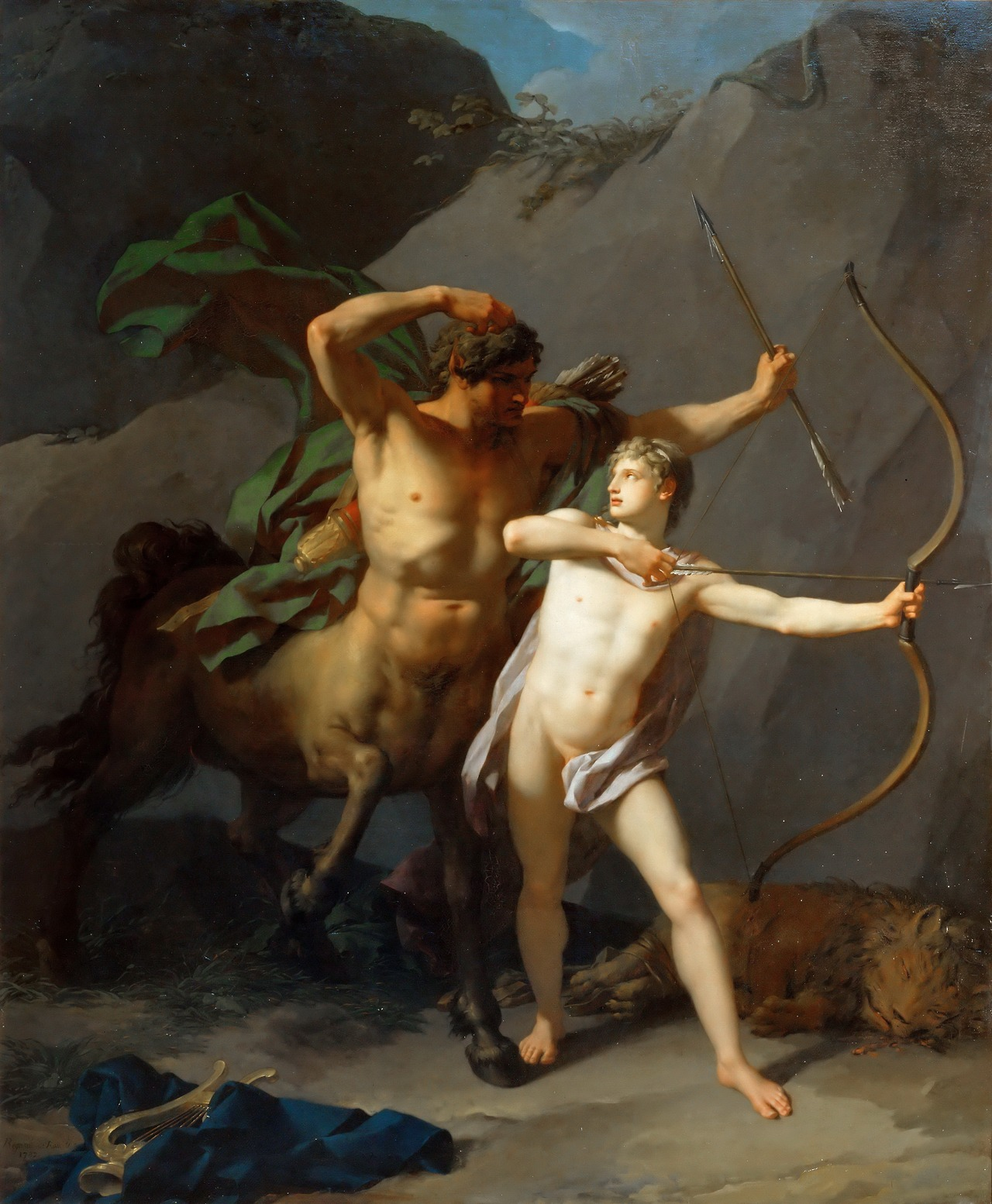
«Кентавр Хірон виховує Ахілла вояком» (1782)
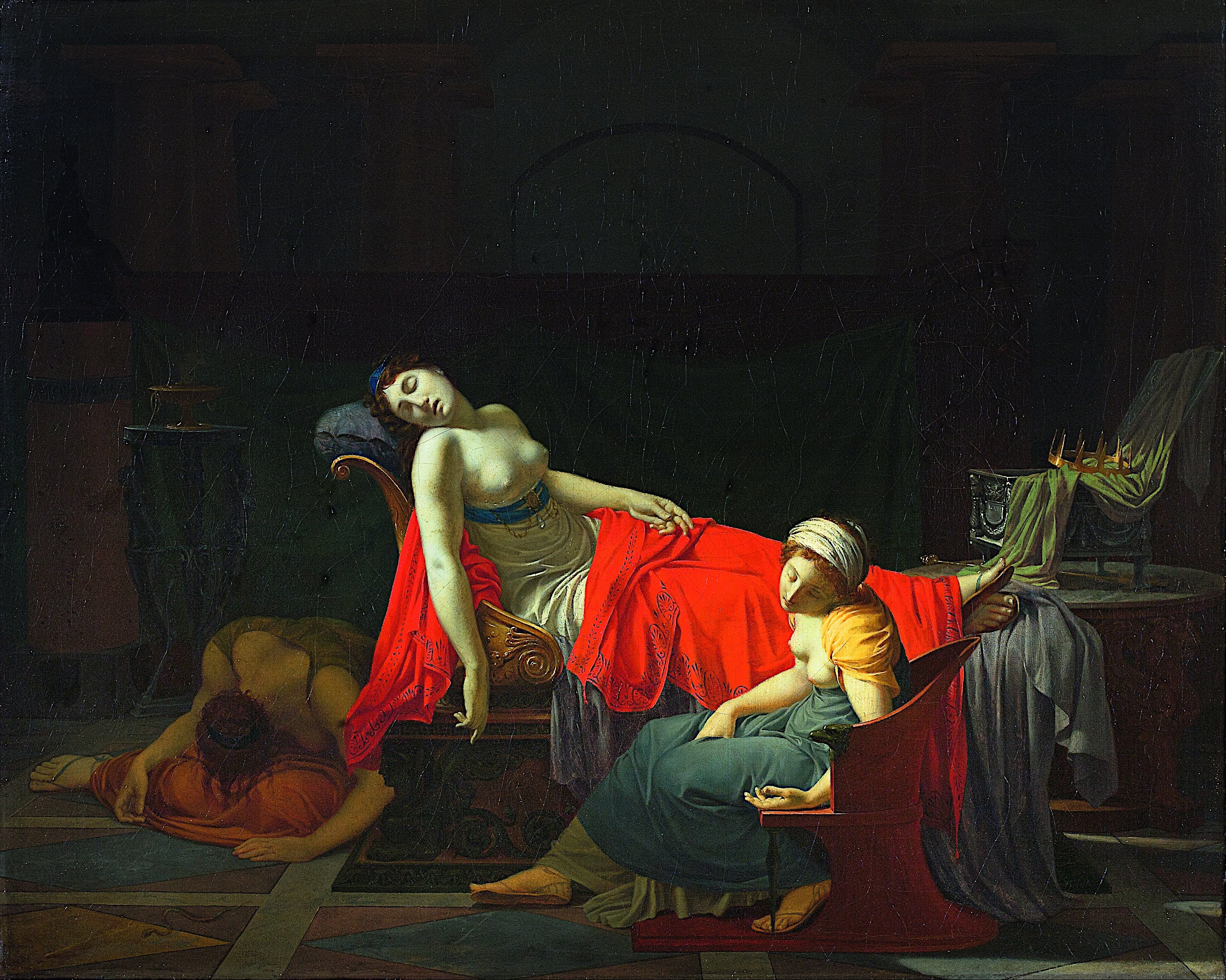
«Смерть Клеопатри», (1797), Музей Кунстпалац, Дюссельдорф
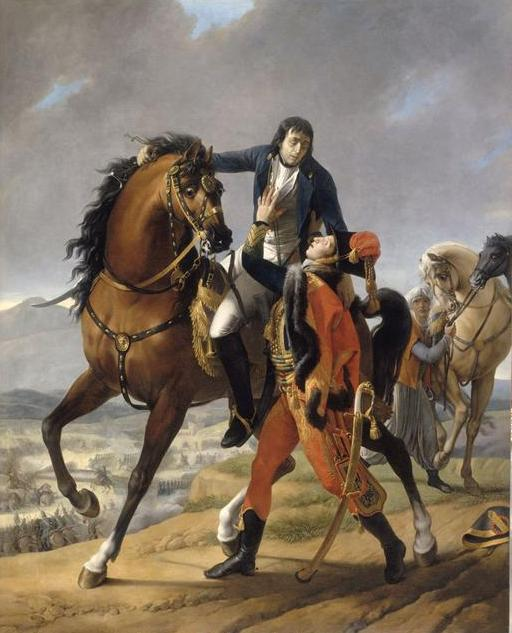
«Смерть генерала Дезе в битві при Маренго» (1800), палац Версаль
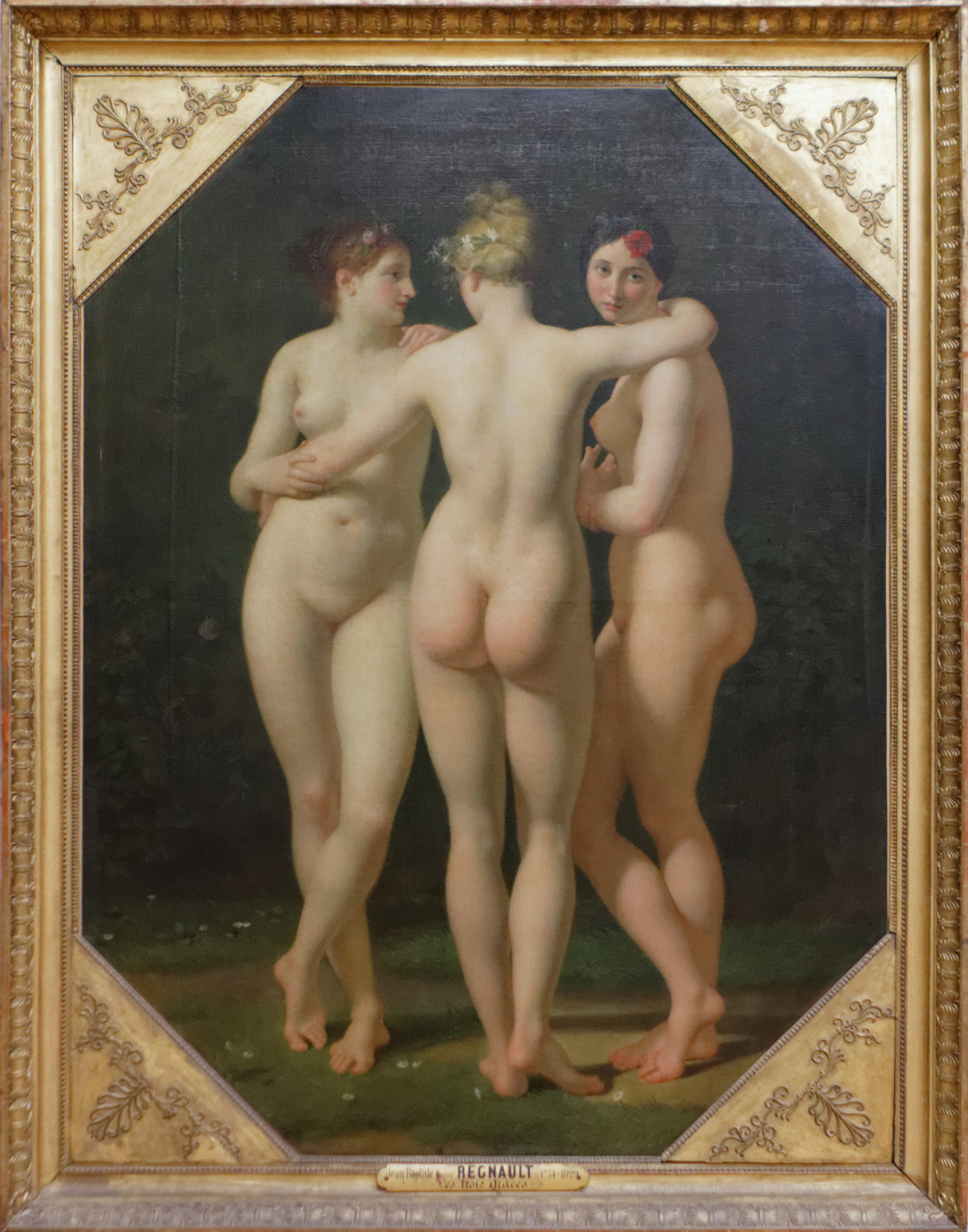
«Три Грації» (1797—1798), Лувр, Париж
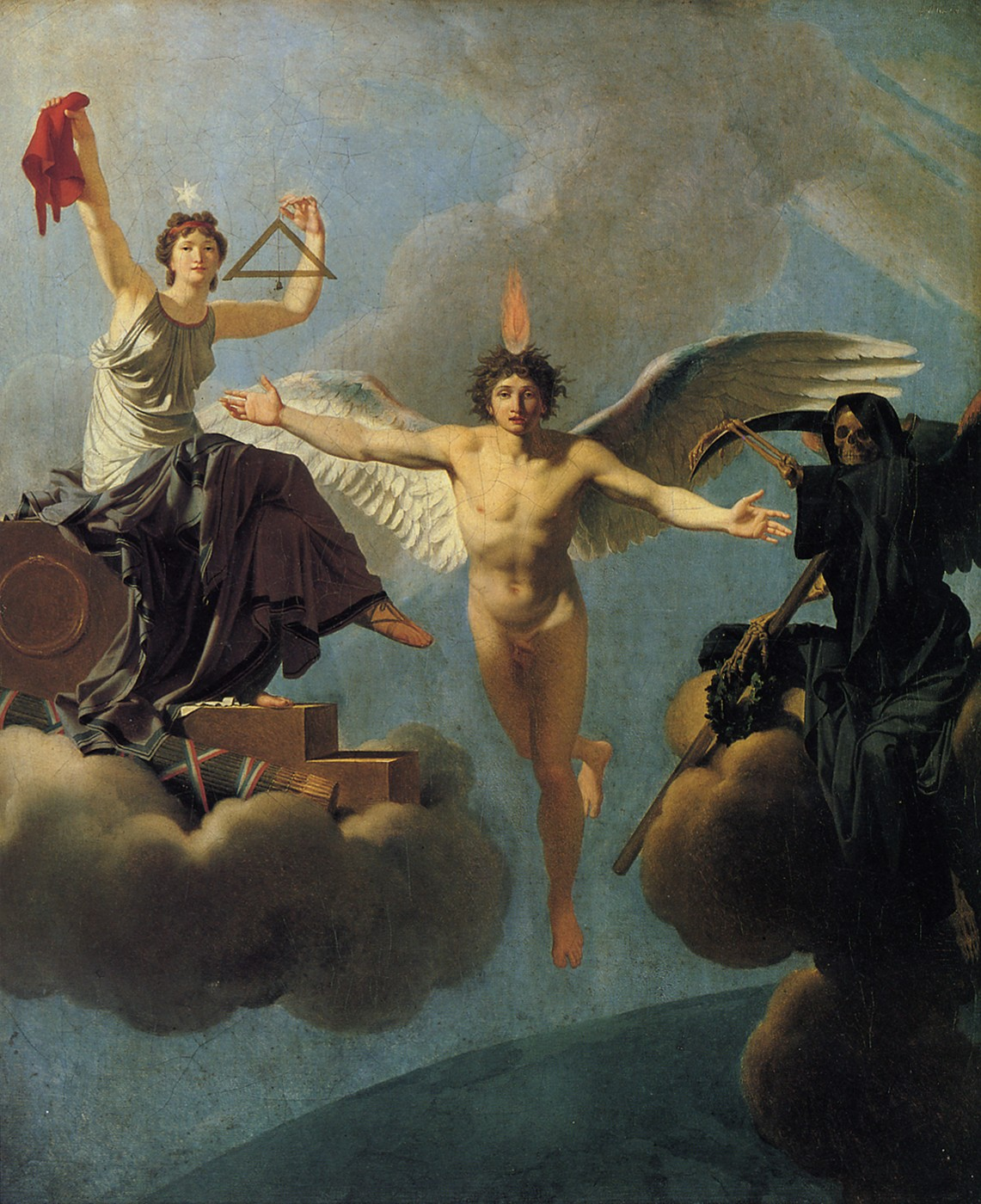
«Свобода або Смерть» (1795), Німеччина, Гамбург, Кунсхалле)
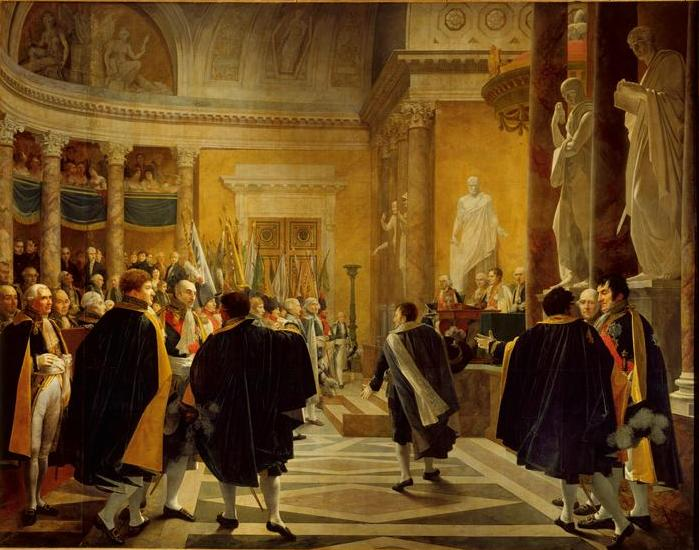
«Сенат Франції приймає прапори колишніх полків, відібраних у Німеччини» (1811), палац Версаль
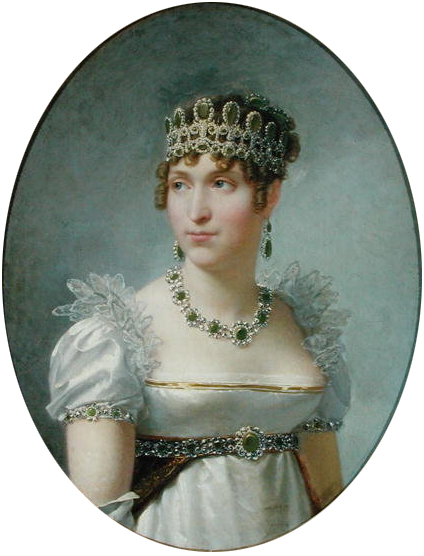
«Гортензія де Богарне». Національний музей замок Мальмезон.